# Lasrobot

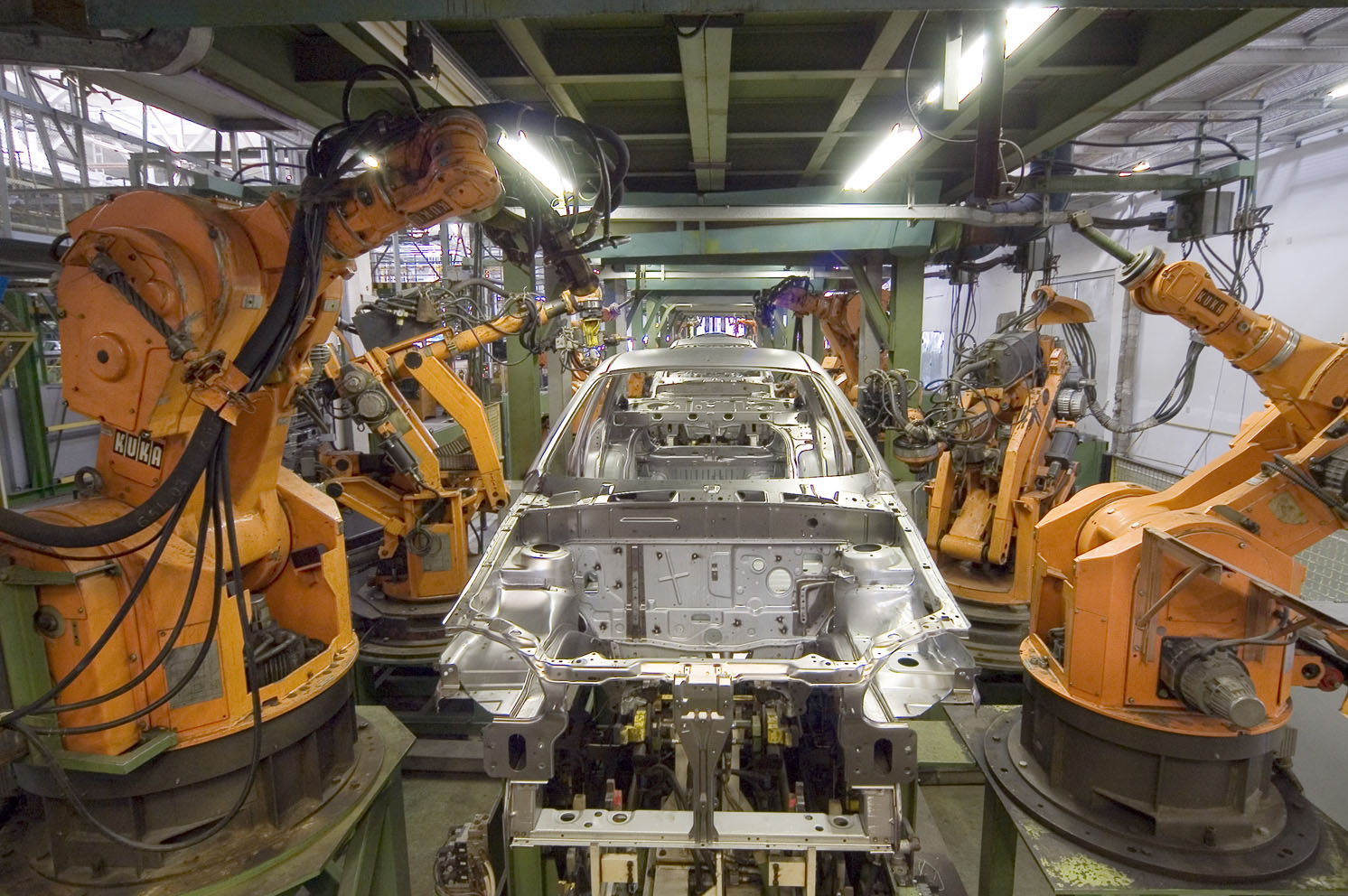
Lasrobots in de automobielindustrie.

Een lasrobot is een robot (of eigenlijk eerder een robotarm) die gebruikt wordt voor laswerkzaamheden.
Een lasrobot wordt aangestuurd door een computer en kan voorgeprogrammeerde laswerkzaamheden volledig zelfstandig verrichten.

## Geschiedenis
De eerste inzet van robots bij het lassen dateert uit de jaren 1960, maar echt grootschalige toepassing hiervan begon pas in de jaren 1980, toen de automobielindustrie hier grootschalig op overstapte. Sindsdien is het gebruik van lasrobots in de metaalindustrie explosief toegenomen. Inmiddels wordt meer dan 20% van het totale aantal industriële robots gebruikt voor lasdoeleinden.

## Werking
De typische lasrobot bestaat uit een arm die langs meerdere (meestal 6) assen kan bewegen. Aan het uiteinde van de arm bevindt zich de laselektrode(n).

Er bestaan ook lasrobots die niet met een vrij beweegbare arm werken maar met een lineair systeem (x-y-z).
Soms wordt bovendien een 'handlingrobot' gebruikt, waaraan het te lassen werkstuk wordt bevestigd. Daardoor worden werkstukken niet alleen in de gewenste positie gebracht, maar ook aan- en afgevoerd.

## Ontwikkelingen
De meeste lasrobots voeren voorgeprogrammeerde handelingen exact uit. Sinds de jaren 1990 zijn er ook robots die uitgerust zijn met sensoren, waardoor ze tijdens hun actie kunnen worden bijgestuurd. Daardoor zijn nog nauwkeurigere lasresultaten te bereiken. Nog een stapje verder gaat de zelflerende lasrobot. Een zelflerende lasrobot scant de te maken las en genereert daarmee zelf zijn lasprogramma.
Een andere nieuwe ontwikkeling is die van 'groenere' lasrobots, wat bereikt wordt door de arm lichter te maken, toepassing van slimmere algoritmes en het terugwinnen van energie tijdens het afremmen van bewegingen.

## Toepassingen
Lasprocessen die het meeste met robots worden gebruikt, zijn booglassen en puntlassen. Bij ongeveer 80% van de lasrobots wordt MIG/MAG-lassen (een booglasproces) toegepast, omdat deze methode geen voorbehandeling nodig heeft, in alle posities kan worden toegepast, goed te automatiseren valt, betrekkelijk goedkoop is, een redelijk hoge neersmeltsnelheid heeft en geen nabehandeling nodig heeft.

## Voor- en nadelen van robotlassen

### Voordelen
- Er is geen risico voor menselijke lassers, van lasrook, lasogen en verbranding.
- Hoge lassnelheden zijn haalbaar
- Grote precisie, en uitstekende herhaalbaarheid
- Geschikt voor zeer grote hoeveelheden identieke producten, maar mits geschikte software beschikbaar is kunnen ook zeer kleine series gelast worden.

### Nadelen
- Voor elke las is aparte software nodig. Dit geldt niet voor een zelflerende lasrobot.
- De apparatuur is zeer kostbaar.